# Okres Żywiec
Okres Żywiec (polsky Powiat żywiecki) je okres v polském Slezském vojvodství u hranic se Slovenskem. Rozlohu má 1039,96 km² a v roce 2023 zde žilo 149 083 obyvatel. Sídlem správy okresu je město Żywiec.

## Gminy

#### Městská:
- Żywiec – 31 091 (2019) obyvatel

#### Vesnické:
- Czernichów – 6663 (2020)[2] obyvatel
- Gilowice – 6327 (2020) obyvatel
- Jeleśnia – 13 210 (2020)[3] obyvatel
- Koszarawa – 2346 (2020)[4] obyvatel
- Lipowa – 10 872 (2020)[5] obyvatel
- Łękawica – 4560 (2020)[6] obyvatel
- Łodygowice – 14 637 (2020)[7] obyvatel
- Milówka – 10 040 (2020)[8] obyvatel
- Radziechowy-Wieprz – 13 068 (2020)[9] obyvatel
- Rajcza – 8709 (2020)[10] obyvatel
- Ślemień – 3534 (2020)[11] obyvatel
- Świnna – 8054 (2020)[12] obyvatel
- Ujsoły – 4406 (2020)[13] obyvatel
- Węgierska Górka – 15 040 (2020)[14] obyvatel

## Město
- Żywiec